# W. Lon Johnson

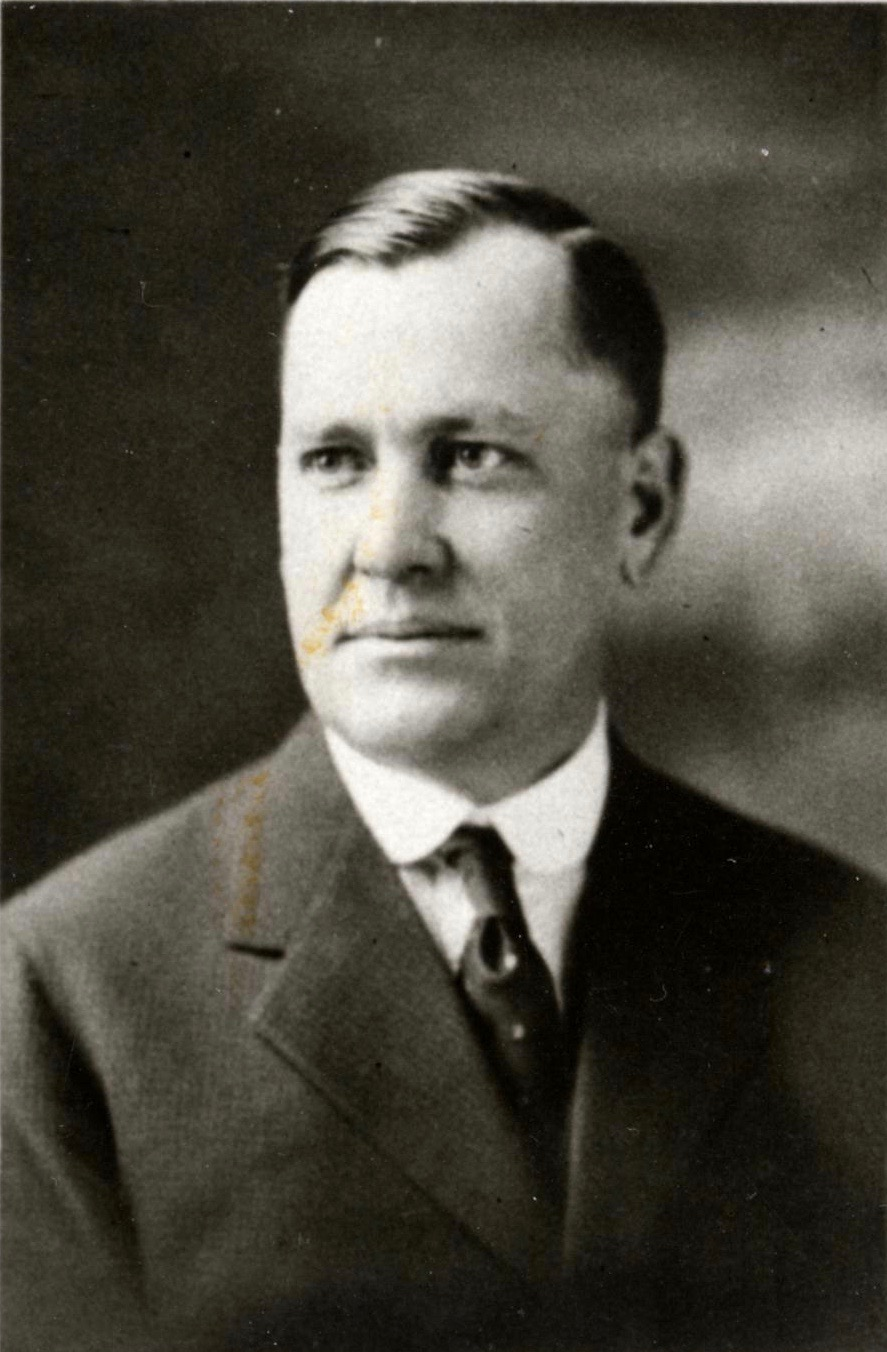
W. Lon Johnson

William Lon Johnson (* 11. November 1882 in Missouri; † 5. Juli 1967 in Colville, Washington) war ein US-amerikanischer Politiker. Zwischen 1925 und 1929 war er Vizegouverneur des Bundesstaates Washington.

## Leben
Lon Johnson wurde in den Ozark Mountains im südlichen Teil von Missouri geboren. Er kam schon früh in den Staat Washington, wo er das Eastern Washington State College besuchte. Danach unterrichtete er als Lehrer im Stevens County. Nach einem Jurastudium und seiner 1912 erfolgten Zulassung als Rechtsanwalt begann er in Colville in diesem Beruf zu arbeiten. Gleichzeitig schlug er als Mitglied der Republikanischen Partei eine politische Laufbahn ein. Zwischen 1907 und 1912 bekleidete er einige Ämter im Stevens County (Deputy County Assessor bzw. County Clerk). Von 1916 bis 1924 saß er im Senat von Washington.
1924 wurde Johnson an der Seite von Roland H. Hartley zum Vizegouverneur von Washington gewählt. Dieses Amt bekleidete er zwischen 1925 und 1929. Dabei war er Stellvertreter des Gouverneurs und Vorsitzender des Staatssenats. Nach seiner Zeit als Vizegouverneur praktizierte er bis 1939 wieder als Anwalt. Danach war er von 1939 bis 1957 Bezirksrichter. Er starb am 5. Juli 1967 in Colville. Lon Johnson war mit Iva Clara Dickey verheiratet, mit der er zwei Töchter hatte.